# 다니엘라 비앙키
다니엘라 비앙키(이탈리아어: Daniela Bianchi, 1942년 1월 31일 ~ )는 이탈리아의 배우이다. 영화 《007 위기일발》(1963)에서 본드걸 타티야나 로마노바를 연기하였다. 이후 다른 영화에도 출연하였으나 큰 인기는 끌지 못하였다.

## 출연 작품
- 오케이 코네리 (1967)
- 더티 히어로즈 (1967)
- 용의자(영어판) (1967)
- 007 위기일발 (1963)